# Alexeter niger
Alexeter niger là một loài tò vò trong họ Ichneumonidae.